# 河边站 (重庆市)
河边站位于重庆市璧山区，是重庆轨道交通璧铜线的一座地上站，车站编号BT/07。

## 结构
河边站为高架雙島式車站，地面層為站廳，地上二層為月台層。

## 出入口
河边站共设有5个出入口。
| 出入口   | 出入口 | 位置 | 目的地 |
| -------- | ------ | ---- | ------ |
|          |        |      |        |
| 出口 · 2 |        |      |        |
| 出口 · 3 |        |      |        |
| 出口 · 4 |        |      |        |
| 出口 · 5 |        |      |        |